# Capnoptycha
Capnoptycha är ett släkte av fjärilar. Capnoptycha ingår i familjen vecklare.
Kladogram enligt Catalogue of Life:
| Capnoptycha | \| \| Capnoptycha ipnitis \| \| \| \| \| \| Capnoptycha thelea \| \| \| \| |
|             | \| \| Capnoptycha ipnitis \| \| \| \| \| \| Capnoptycha thelea \| \| \| \| |
|             | Capnoptycha ipnitis                                                        |
|             |                                                                            |
|             | Capnoptycha thelea                                                         |
|             |                                                                            |